# 12e régiment de chars de la Garde
Pour les articles homonymes, voir 12e régiment.
Le 12e régiment de chars de la Garde (en russe : 12-й гвардейский танковый полк, abrégé 12 гв. тп), de son nom complet le 12e régiment de chars de la Garde Chepetovski (« de Chepetovka ») des ordres du Drapeau rouge, de Souvorov et de Koutouzov, nommé d'après le maréchal des forces blindées P. I. Polouboiarov (12-й гвардейский танковый Шепетовский Краснознамённый, орденов Суворова и Кутузова полк имени маршала бронетанковых войск П. П. Полубоярова), est une unité blindée de l'armée de terre russe (numéro d'unité militaire 31985).
Le régiment fait partie de la 4e division de chars de la Garde de la 1re armée de chars de la Garde du district militaire ouest, basée à Naro-Fominsk (oblast de Moscou).

## Histoire
L'histoire du régiment remonte à la 66e brigade de chars du 17e corps de chars, formée en mai 1942 avant le début de la bataille de Stalingrad. Depuis, les anniversaires du régiment sont célébrés le 15 mai. La brigade reçut des armes directement des ateliers de l'usine de tracteurs de Stalingrad (en). L'unité connait son baptême du feu près du village de Koulevka près de Voronej le 1er juillet 1942, dans la zone de l'oblast de Koursk. En 1943, pour récompenser le courage et l'héroïsme de son personnel, la brigade reçoit le titre honorifique d'unité de la Garde, obtient un nouveau numéro militaire et est rebaptisée 12e brigade de chars de la Garde dans le cadre du 4e corps de chars de la Garde. Pour la libération de Chepetivka lors de l'offensive Rivne-Loutsk (en), elle reçoit le titre honorifique « Шепетовская » — Chepetovski (« de Chepetovka »). Plus tard, la brigade combat à travers la Pologne, s'approche de la ligne de l'Elbe et participe à la prise de Dresde. L'unité achève la guerre dans la ville de Prague.
Après la fin de la Seconde Guerre mondiale, le 3 juillet 1945, la brigade est réorganisée en 12e régiment de chars de la Garde (unité militaire 43162) dans le cadre de la 4e division de chars de la Garde, casernée dans la ville de Naro-Fominsk, dans l'oblast de Moscou. Le régiment passa toute la période de la guerre froide au même emplacement sans changer de nom.
En septembre 1946, le 12e régiment parade sur la place Rouge pour commémorer une nouvelle fête — la Journée des tankistes (en).
En 1990, le régiment, toujours stationné dans la ville de Naro-Fominsk, est équipé de 90 chars T-80UD (ainsi que 4 T-64), 50 véhicules de combat d'infanterie (15 BMP-2, 33 BMP-1, 2 BRM-1K), 2 BTR-70, 12 2S1 Gvozdika, 2 PRP-3, 3 BMP-1KSh, 2 R-145BM, 2 BTR-50PUM, 1 BTR-50PU, RHM-4 (ru), 1 MTP-1 (ru), 3 MTU-20, 20 MT-LB-T.
Selon les résultats de 2016, le régiment obtient la première place dans l'entraînement au combat au sein des forces terrestres russes.
En 2017, le régiment célèbre son 75e anniversaire.